# Miguel Ángel Valcárcel Lorenzo
Miguel Ángel Valcárcel Lorenzo (Ourense, 24 d'agost de 1908 - ?) fou un futbolista gallec de la dècada de 1930.
Fou jugador del Celta de Vigo a segona divisió i tercera entre 1929 i 1935, on començà com a davanter i més tard com a defensa. A la temporada 1935-36 debutà a primera divisió amb l'Atlètic de Madrid. Acabada la guerra civil jugà al FC Barcelona, amb qui jugà dos partits de lliga. Finalitzà la seva carrera al Cadis CF i al Jerez CF.